# K League 1 2021
La K League 1 2021 fue la 39.ª temporada de la división más alta del fútbol en Corea del Sur desde el establecimiento en 1983 como K-League y la cuarta temporada con su actual nombre, la K League 1. El Jeonbuk Hyundai Motors fue el campeón defensor.
La temporada regular (1R-33R) estuvo programada para comenzar el 27 de febrero y finalizar el 3 de octubre.

## Ascensos y descensos
| Pos. | Descendidos de la K League 1 2020 |
| ---- | --------------------------------- |
| 4.º  | Sangju Sangmu→Gimcheon Sangmu     |
| 12.º | Busan IPark                       |

| Pos. | Ascendidos de la K League 2 2020 |
| ---- | -------------------------------- |
| 1.º  | Jeju United                      |
| 2.º  | Suwon FC                         |

## Equipos
| Club                    | Ciudad                | Entrenador     | Propietario              |
| ----------------------- | --------------------- | -------------- | ------------------------ |
| Daegu FC                | Daegu                 | Lee Byung-keun | Gobierno de Daegu        |
| Gangwon FC              | Chuncheon y Gangneung | Kim Byung-soo  | Gobierno de Gangwon-do   |
| Gwangju                 | Gwangju               | Kim Ho-young   | Gobierno de Gwangju      |
| Incheon United          | Incheon               | Jo Sung-hwan   | Gobierno de Incheon      |
| Jeju United             | Jeju-do               | Nam Ki-il      | SK Energy                |
| Jeonbuk Hyundai Motors  | Jeonbuk               | Kim Sang-shik  | Hyundai Motor Company    |
| Pohang Steelers         | Pohang, Gyeongbuk     | Kim Gi-dong    | POSCO                    |
| Seongnam                | Seongnam, Gyeonggi    | Kim Nam-il     | Gobierno de Seongnam     |
| Seoul                   | Seoul                 | Park Jin-sub   | GS Group                 |
| Suwon Samsung Bluewings | Suwon, Gyeonggi       | Park Kun-ha    | Samsung Group            |
| Suwon FC                | Suwon, Gyeonggi       | Kim Do-kyun    | Gobierno de Suwon        |
| Ulsan Hyundai           | Ulsan                 | Hong Myung-bo  | Hyundai Heavy Industries |

### Estadios
| Daegu FC            | Gangwon FC                                            | Gwangju FC                   | Incheon United               | Jeju United                 | Jeonbuk Hyundai Motors        |
| ------------------- | ----------------------------------------------------- | ---------------------------- | ---------------------------- | --------------------------- | ----------------------------- |
| DGB Daegu Bank Park | Chuncheon Song-am Leports Town y Estadio de Gangneung | Estadio de Fútbol de Gwangju | Estadio de Fútbol de Incheon | Estadio Mundialista de Jeju | Estadio Mundialista de Jeonju |
| Capacidad: 12 415   | Capacidad: 20 000 y 22 333                            | Capacidad: 12 000            | Capacidad: 20 891            | Capacidad: 29 791           | Capacidad: 42 477             |
|                     |                                                       |                              |                              |                             |                               |
| Pohang Steelers     | Seongnam FC                                           | FC Seoul                     | Suwon Samsung Bluewings      | Suwon FC                    | Ulsan Hyundai                 |
| Estadio Steel Yard  | Tancheon Stadium                                      | Estadio Mundialista de Seúl  | Estadio Mundialista de Suwon | Estadio de Suwon            | Estadio Mundialista de Ulsan  |
| Capacidad: 17 443   | Capacidad: 16 146                                     | Capacidad: 66 704            | Capacidad: 43 959            | Capacidad: 11 808           | Capacidad: 44 102             |
|                     |                                                       |                              |                              |                             |                               |

## Jugadores foráneos
La cantidad máxima de jugadores extranjeros por equipo es 4, incluyendo un cupo para jugadores de países de la AFC. Un equipo puede usar cuatro jugadores extranjeros sobre el campo, incluyendo al menos uno de países de la AFC.
| Club                    | Jugador 1           | Jugador 2             | Jugador 3            | Jugador AFC        | Jugador ASEAN      |
| ----------------------- | ------------------- | --------------------- | -------------------- | ------------------ | ------------------ |
| Daegu FC                | Césinha             | Edgar                 | Lamas                | Tsubasa Nishi      |                    |
| Gangwon FC              | Vladimir Silađi     | Momchil Tsvetanov     | Matija Ljujić        | Rustam Ashurmatov  |                    |
| Gwangju FC              | Reis                | Aleksandar Andrejević | Johnathan            |                    |                    |
| Incheon United          | Stefan Mugoša       | Elías Aguilar         | Negueba              | Harrison Delbridge |                    |
| Jeju United             | Oskar Zawada        | Gerso Fernandes       |                      |                    |                    |
| Jeonbuk Hyundai Motors  | Modou Barrow        | Gustavo               | Stanislav Iljutcenko | Takahiro Kunimoto  | Sasalak Haiprakhon |
| Pohang Steelers         | Manuel Palacios     | Mario Kvesić          | Borys Tashchy        | Alex Grant         |                    |
| Seongnam FC             | Richard Windbichler | Fejsal Mulić          | Sergiu Buș           | Jamshid Iskanderov |                    |
| FC Seoul                | Osmar               | Aleksandar Paločević  | Gabriel              | Connor Chapman     |                    |
| Suwon Samsung Bluewings | Doneil Henry        | Uroš Đerić            | Nicolao Dumitru      |                    |                    |
| Suwon FC                | Lars Veldwijk       | Murilo                | Tardeli              | Lachlan Jackson    |                    |
| Ulsan Hyundai           | Dave Bulthuis       | Lukas Hinterseer      | Valeri Qazaishvili   |                    |                    |

## Desarrollo

### Clasificación
| Pos. | Equipo                     | Pts. | PJ | G  | E  | P  | GF | GC | Dif. | Clasificación 2022                                  |
| ---- | -------------------------- | ---- | -- | -- | -- | -- | -- | -- | ---- | --------------------------------------------------- |
| 1    | Jeonbuk Hyundai Motors (C) | 76   | 38 | 22 | 10 | 6  | 71 | 37 | +34  | Fase de grupos de la Liga de Campeones de la AFC    |
| 2    | Ulsan Hyundai              | 74   | 38 | 21 | 11 | 6  | 64 | 41 | +23  | Ronda de play-off de la Liga de Campeones de la AFC |
| 3    | Daegu FC                   | 55   | 38 | 15 | 10 | 13 | 41 | 48 | −7   | Ronda de play-off de la Liga de Campeones de la AFC |
| 4    | Jeju United                | 54   | 38 | 13 | 15 | 10 | 52 | 44 | +8   |                                                     |
| 5    | Suwon FC                   | 51   | 38 | 14 | 9  | 15 | 53 | 57 | −4   |                                                     |
| 6    | Suwon Samsung Bluewings    | 46   | 38 | 12 | 10 | 16 | 42 | 50 | −8   |                                                     |
|      |                            |      |    |    |    |    |    |    |      |                                                     |
| 7    | FC Seúl                    | 47   | 38 | 12 | 11 | 15 | 46 | 46 | 0    |                                                     |
| 8    | Incheon United             | 47   | 38 | 12 | 11 | 15 | 38 | 45 | −7   |                                                     |
| 9    | Pohang Steelers            | 46   | 38 | 12 | 10 | 16 | 41 | 45 | −4   |                                                     |
| 10   | Seongnam FC                | 44   | 38 | 11 | 11 | 16 | 34 | 46 | −12  |                                                     |
| 11   | Gangwon FC                 | 43   | 38 | 10 | 13 | 15 | 40 | 51 | −11  | Play-offs de promoción de categoría                 |
| 12   | Gwangju FC (D)             | 37   | 38 | 10 | 7  | 21 | 42 | 54 | −12  | Descenso de categoría                               |

 Fuente: K League
Criterios de clasificación: Puntos · Goles a favor · Diferencia de goles · Número de victorias · Puntos en enfrentamientos directos · Play-off.
Notas:
1. ↑  Los equipos se dividieron en dos grupos (Final A y Final B) después de que cada uno jugó 33 partidos.

### Evolución de la clasificación

#### Jornadas 1–33
| Jornada         | 1  | 2  | 3  | 4  | 5  | 6  | 7  | 8  | 9  | 10 | 11 | 12 | 13 | 14  | 15   | 16    | 17     | 18     | 19  | 20   | 21    | 22    | 23   | 24   | 25  | 26   | 27    | 28    | 29     | 30     | 31     | 32    | 33 |
| Equipo          |    |    |    |    |    |    |    |    |    |    |    |    |    |     |      |       |        |        |     |      |       |       |      |      |     |      |       |       |        |        |        |       |    |
| --------------- | -- | -- | -- | -- | -- | -- | -- | -- | -- | -- | -- | -- | -- | --- | ---- | ----- | ------ | ------ | --- | ---- | ----- | ----- | ---- | ---- | --- | ---- | ----- | ----- | ------ | ------ | ------ | ----- | -- |
| Jeonbuk Hyundai | 2  | 4  | 2  | 2  | 1  | 1  | 1  | 1  | 1  | 1  | 1  | 1  | 1  | 1   | 1*   | 1**   | 2**    | 3**    | 2*  | 2**  | 2***  | 2**** | 2*** | 2**  | 2** | 2**  | 2**   | 2     | 2      | 2      | 2      | 2     | 1  |
| Ulsan Hyundai   | 1  | 1  | 1  | 1  | 2  | 3  | 2  | 2  | 2  | 2  | 2  | 2  | 2  | 2*  | 2*   | 2*    | 1*     | 1*     | 1   | 1*   | 1*    | 1*    | 1    | 1    | 1   | 1    | 1     | 1     | 1      | 1      | 1      | 1     | 2  |
| Daegu           | 5  | 8  | 11 | 10 | 10 | 9  | 11 | 10 | 11 | 10 | 8  | 6  | 5  | 3   | 4*   | 4*    | 4*     | 4*     | 4   | 4*   | 4**   | 2**   | 4*   | 4*   | 6*  | 7*   | 4*    | 4     | 3      | 3      | 3      | 3     | 3  |
| Suwon FC        | 5  | 9  | 10 | 11 | 11 | 12 | 12 | 12 | 12 | 11 | 12 | 12 | 12 | 11  | 7    | 8     | 8      | 8      | 8   | 6    | 5     | 7*    | 5    | 6    | 4   | 3    | 3     | 3     | 4      | 4      | 4      | 4     | 4  |
| Jeju            | 7  | 7  | 5  | 7  | 7  | 6  | 6  | 7  | 6  | 4  | 3  | 3  | 3  | 5   | 6    | 6     | 6      | 6      | 7   | 7*   | 8*    | 9*    | 8*   | 9*   | 8   | 8*   | 8*    | 8*    | 8*     | 8*     | 5*     | 5*    | 5  |
| Suwon Samsung   | 4  | 3  | 3  | 3  | 3  | 4  | 4  | 3  | 7  | 3  | 5  | 4  | 4  | 4   | 3    | 3     | 3      | 2      | 3   | 3    | 3     | 4     | 3    | 3    | 5   | 6    | 7     | 6     | 6      | 5      | 6      | 6     | 6  |
| Pohang          | 3  | 2  | 4  | 4  | 6  | 7  | 7  | 9  | 8  | 6  | 4  | 5  | 6  | 6   | 5    | 5*    | 5*     | 5*     | 5*  | 5**  | 6**   | 6**   | 6*   | 5*   | 3*  | 5*   | 6*    | 5     | 5*     | 6*     | 7*     | 7     | 7  |
| Incheon         | 9  | 6  | 8  | 9  | 8  | 8  | 10 | 11 | 10 | 12 | 11 | 11 | 9  | 10  | 10   | 7     | 7*     | 7*     | 6   | 8*   | 7*    | 5*    | 7*   | 7*   | 7*  | 4*   | 5*    | 7*    | 7*     | 7*     | 8*     | 8*    | 8  |
| Seúl            | 11 | 5  | 9  | 6  | 4  | 2  | 3  | 4  | 4  | 7  | 9  | 8  | 8  | 8*  | 11** | 11*** | 11**** | 11**** | 11* | 12** | 10**  | 10**  | 10** | 11** | 11* | 12*  | 12*   | 12    | 11     | 10     | 10     | 9     | 9  |
| Gangwon         | 12 | 11 | 12 | 12 | 12 | 10 | 8  | 8  | 5  | 8  | 10 | 9  | 11 | 9   | 9    | 9     | 9*     | 9*     | 9   | 9    | 9     | 8     | 9    | 8    | 9*  | 10** | 10*** | 11*** | 12**** | 12**** | 12**** | 11*** | 10 |
| Seongnam        | 7  | 10 | 6  | 5  | 5  | 5  | 5  | 5  | 3  | 5  | 6  | 7  | 7  | 7*  | 8**  | 10*** | 10**** | 10**** | 10  | 11** | 12*** | 12*** | 11** | 10** | 10* | 11*  | 11*   | 10    | 9      | 9      | 9      | 10    | 11 |
| Gwangju         | 10 | 12 | 7  | 8  | 9  | 11 | 9  | 6  | 9  | 9  | 7  | 10 | 10 | 12* | 12*  | 12*   | 12*    | 12*    | 12  | 10   | 11*   | 11*   | 12   | 12   | 12  | 9    | 9*    | 9*    | 10*    | 11*    | 11*    | 12*   | 12 |

Notas:
* Indica la posición del equipo con un partido pendiente.

#### Jornadas 34–38
Para las cinco últimas jornadas (34 a la 38) los equipos se dividen en dos hexagonales. Del 1.° al 6.° van al Final A, mientras que del 7.° al 12.° van al Final B.

##### Final A
| Jornada                 | 34 | 35 | 36 | 37 | 38 |
| Equipo                  |    |    |    |    |    |
| ----------------------- | -- | -- | -- | -- | -- |
| Jeonbuk Hyundai Motors  | 1  | 1  | 1  | 1  | 1  |
| Ulsan Hyundai           | 2  | 2  | 2  | 2  | 2  |
| Daegu FC                | 3  | 3  | 3  | 3  | 3  |
| Jeju United             | 4  | 4  | 4  | 4  | 4  |
| Suwon FC                | 5  | 5  | 5  | 5  | 5  |
| Suwon Samsung Bluewings | 6  | 6  | 6  | 6  | 6  |

##### Final B
| Jornada         | 34 | 35 | 36 | 37 | 38 |
| Equipo          |    |    |    |    |    |
| --------------- | -- | -- | -- | -- | -- |
| FC Seoul        | 11 | 10 | 9  | 9  | 7  |
| Incheon United  | 7  | 8  | 8  | 8  | 8  |
| Pohang Steelers | 8  | 7  | 7  | 7  | 9  |
| Seongnam        | 9  | 9  | 10 | 10 | 10 |
| Gangwon         | 10 | 11 | 11 | 11 | 11 |
| Gwangju FC      | 12 | 12 | 12 | 12 | 12 |

## Resultados
Los horarios corresponden al huso horario de Corea del Sur: UTC+9 en horario estándar 

### Primera vuelta
| Jeonbuk Hyundai Motors  | 2 - 0 | FC Seúl        | Mundialista de Jeonju | 27 de febrero | 14:00 |
| Daegu FC                | 1 - 1 | Suwon FC       | DGB Daegu Bank Park   | 27 de febrero | 16:30 |
| Pohang Steelers         | 2 - 1 | Incheon United | Pohang Steel Yard     | 28 de febrero | 14:00 |
| Suwon Samsung Bluewings | 1 - 0 | Gwangju FC     | Mundialista de Suwon  | 28 de febrero | 16:30 |
| Ulsan Hyundai           | 5 - 0 | Gangwon FC     | Ulsan Munsu           | 1 de marzo    | 14:00 |
| Seongnam FC             | 0 - 0 | Jeju United    | Tancheon              | 1 de marzo    | 16:30 |

| Jeju United             | 1 - 1 | Jeonbuk Hyundai Motors | Mundialista de Jeju  | 6 de marzo | 14:00 |
| Gwangju FC              | 0 - 1 | Ulsan Hyundai          | Gwangju              | 6 de marzo | 16:30 |
| Incheon United          | 2 - 1 | Daegu FC               | Incheon              | 6 de marzo | 16:30 |
| Gangwon FC              | 1 - 3 | Pohang Steelers        | Gangneung            | 6 de marzo | 19:00 |
| Suwon Samsung Bluewings | 1 - 0 | Seongnam FC            | Mundialista de Suwon | 7 de marzo | 14:00 |
| FC Seúl                 | 3 - 0 | Suwon FC               | Mundialista de Seúl  | 7 de marzo | 16:30 |

| Jeonbuk Hyundai Motors | 2 - 1 | Gangwon                 | Mundialista de Jeonju | 9 de marzo  | 19:00 |
| Ulsan Hyundai          | 3 - 1 | Incheon United          | Ulsan Munsu           | 9 de marzo  | 19:00 |
| Jeju United            | 1 - 0 | Pohang Steelers         | Mundialista de Jeju   | 9 de marzo  | 19:30 |
| Seongnam               | 1 - 0 | FC Seúl                 | Tancheon              | 10 de marzo | 19:00 |
| Daegu                  | 1 - 4 | Gwangju                 | DGB Daegu Bank Park   | 10 de marzo | 19:00 |
| Suwon FC               | 0 - 0 | Suwon Samsung Bluewings | Estadio de Suwon      | 10 de marzo | 19:30 |

| Daegu                   | 1 - 1 | Jeju United            | DGB Daegu Bank Park          | 13 de marzo | 14:00 |
| Gwangju                 | 0 - 2 | Jeonbuk Hyundai Motors | Gwangju                      | 13 de marzo | 14:00 |
| Pohang Steelers         | 1 - 1 | Ulsan Hyundai          | Pohang Steel Yard            | 13 de marzo | 16:30 |
| Incheon United          | 0 - 1 | FC Seúl                | Estadio de futbol de Incheon | 13 de marzo | 19:00 |
| Suwon FC                | 1 - 2 | Seongnam               | Estadio de Suwon             | 14 de marzo | 14:00 |
| Suwon Samsung Bluewings | 1 - 1 | Gangwon                | Mundialista de Suwon         | 14 de marzo | 16:30 |

| Jeonbuk Hyundai Motors | 3 - 2 | Daegu FC                | Mundialista de Jeonju        | 16 de marzo | 19:00 |
| Ulsan Hyundai          | 0 - 0 | Jeju United             | Estadio Ulsan Munsu          | 16 de marzo | 19:30 |
| Gangwon FC             | 0 - 0 | Seongnam FC             | Estadio Gangneung            | 17 de marzo | 19:00 |
| Pohang Steelers        | 0 - 3 | Suwon Samsung Bluewings | Pohang Steel Yard            | 17 de marzo | 19:00 |
| Incheon United         | 4 - 1 | Suwon FC                | Estadio de futbol de Incheon | 17 de marzo | 19:30 |
| FC Seúl                | 2 - 1 | Gwangju FC              | Estadio Mundialista de Seúl  | 17 de marzo | 19:30 |

| Jeju United             | 1 - 1 | Gwangju FC      | Mundialista de Jeju   | 20 de marzo | 14:00 |
| Jeonbuk Hyundai Motors  | 1 - 1 | Suwon FC        | Mundialista de Jeonju | 20 de marzo | 16:30 |
| Seongnam FC             | 2 - 1 | Pohang Steelers | Estadio Tancheon      | 21 de marzo | 14:00 |
| Gangwon FC              | 2 - 0 | Incheon United  | Gangneung             | 21 de marzo | 14:00 |
| Suwon Samsung Bluewings | 1 - 2 | FC Seúl         | Mundialista de Suwon  | 21 de marzo | 16:30 |
| Daegu FC                | 2 - 1 | Ulsan Hyundai   | DGB Daegu Bank Park   | 21 de marzo | 19:00 |

| Pohang Steelers         | 0 - 0 | Daegu                  | Pohang Steel Yard            | 2 de abril | 19:30 |
| Suwon Samsung Bluewings | 1 - 3 | Jeonbuk Hyundai Motors | Estadio Mundialista de Suwon | 3 de abril | 14:00 |
| Seongnam                | 0 - 1 | Ulsan Hyundai          | Estadio Tancheon             | 3 de abril | 16:30 |
| FC Seúl                 | 0 - 1 | Gangwon                | Estadio Mundialista de Seúl  | 3 de abril | 19:00 |
| Suwon FC                | 2 - 1 | Jeju United            | Estadio de Suwon             | 4 de abril | 14:00 |
| Gwangju                 | 2 - 1 | Incheon United         | Estadio de futbol de Gwangju | 4 de abril | 16:30 |

| Pohang Steelers | 1 - 3 | Jeonbuk Hyundai Motors  | Pohang Steel Yard                | 6 de abril | 19:00 |
| Daegu FC        | 0 - 0 | Seongnam FC             | DGB Daegu Bank Park              | 6 de abril | 19:30 |
| Ulsan Hyundai   | 3 - 2 | FC Seúl                 | Estadio de fútbol de Ulsan Munsu | 7 de abril | 19:00 |
| Gwangju FC      | 2 - 0 | Suwon FC                | Estadio de fútbol de Gwangju     | 7 de abril | 19:30 |
| Incheon United  | 0 - 0 | Suwon Samsung Bluewings | Estadio de fútbol de Incheon     | 7 de abril | 19:30 |
| Jeju United     | 1 - 1 | Gangwon FC              | Estadio Mundialista de Jeju      | 7 de abril | 19:30 |

| Gangwon FC             | 3 - 0 | Daegu FC                | Estadio Gangneung             | 10 de abril | 14:00 |
| FC Seúl                | 1 - 2 | Pohang Steelers         | Estadio Mundialista de Seúl   | 10 de abril | 16:30 |
| Seongnam FC            | 2 - 0 | Gwangju FC              | Estadio de Tancheon           | 10 de abril | 19:00 |
| Jeju United            | 2 - 1 | Suwon Samsung Bluewings | Estadio Mundialista de Jeju   | 11 de abril | 16:00 |
| Suwon FC               | 0 - 1 | Ulsan Hyundai           | Estadio de Suwon              | 11 de abril | 16:30 |
| Jeonbuk Hyundai Motors | 5 - 0 | Incheon United          | Estadio Mundialista de Jeonju | 11 de abril | 19:00 |

| Suwon FC                | 2 - 1 | Gangwon FC      | Estadio de Suwon              | 17 de abril | 14:00 |
| FC Seúl                 | 0 - 1 | Daegu FC        | Estadio Mundialista de Seúl   | 17 de abril | 16:30 |
| Incheon United          | 0 - 3 | Jeju United     | Estadio de fútbol de Incheon  | 17 de abril | 16:30 |
| Gwangju FC              | 0 - 1 | Pohang Steelers | Estadio de fútbol de Gwangju  | 17 de abril | 19:00 |
| Suwon Samsung Bluewings | 3 - 0 | Ulsan Hyundai   | Estadio Mundialista de Suwon  | 18 de abril | 14:00 |
| Jeonbuk Hyundai Motors  | 1 - 0 | Seongnam FC     | Estadio Mundialista de Jeonju | 18 de abril | 16:30 |

| Gangwon         | 0 - 1 | Gwangju                 | Chuncheon Songam Sports Town     | 20 de abril | 19:00 |
| Pohang Steelers | 1 - 0 | Suwon FC                | Pohang Steel Yard                | 20 de abril | 19:30 |
| Ulsan Hyundai   | 0 - 0 | Jeonbuk Hyundai Motors  | Estadio de fútbol de Ulsan Munsu | 21 de abril | 19:00 |
| Daegu           | 1 - 0 | Suwon Samsung Bluewings | DGB Daegu Bank Park              | 21 de abril | 19:30 |
| Jeju United     | 2 - 1 | FC Seúl                 | Estadio Mundialista de Jeju      | 21 de abril | 19:30 |
| Seongnam        | 1 - 3 | Incheon United          | Estadio Tancheon                 | 21 de abril | 19:30 |

### Segunda vuelta
| Pohang Steelers | 0 - 0 | Jeju United             | Pohang Steel Yard            | 24 de abril | 14:00 |
| Gwangju         | 0 - 1 | Daegu                   | Estadio de fútbol de Gwangju | 24 de abril | 16:30 |
| Gangwon         | 1 - 1 | Jeonbuk Hyundai Motors  | Chuncheon Songam Sports Town | 24 de abril | 19:00 |
| Incheon United  | 0 - 0 | Ulsan Hyundai           | Estadio de fútbol de Incheon | 25 de abril | 14:00 |
| Suwon FC        | 1 - 1 | FC Seúl                 | Estadio de Suwon             | 25 de abril | 16:30 |
| Seongnam        | 0 - 1 | Suwon Samsung Bluewings | Estadio Tancheon             | 25 de abril | 19:00 |

| FC Seúl                 | 2 - 2 | Seongnam        | Estadio Mundialista de Seúl      | 30 de abril | 19:30 |
| Suwon FC                | 2 - 4 | Daegu           | Estadio de Suwon                 | 1 de mayo   | 14:00 |
| Suwon Samsung Bluewings | 1 - 1 | Pohang Steelers | Estadio Mundialista de Suwon     | 1 de mayo   | 16:30 |
| Ulsan Hyundai           | 2 - 0 | Gwangju         | Estadio de futbol de Ulsan Munsu | 1 de mayo   | 19:00 |
| Jeonbuk Hyundai Motors  | 1 - 1 | Jeju United     | Estadio Mundialista de Jeonju    | 2 de mayo   | 14:00 |
| Incheon United          | 1 - 0 | Gangwon         | Estadio de futbol de Incheon     | 2 de mayo   | 16:30 |

| Daegu                  | 3 - 0 | Incheon United          | DGB Daegu Bank Park              | 8 de mayo   | 14:00 |
| Jeju United            | 1 - 3 | Suwon FC                | Estadio Mundialista de Jeju      | 8 de mayo   | 14:00 |
| Pohang Steelers        | 1 - 1 | Gangwon                 | Pohang Steel Yard                | 8 de mayo   | 16:30 |
| Jeonbuk Hyundai Motors | 1 - 3 | Suwon Samsung Bluewings | Estadio Mundialista de Jeonju    | 9 de mayo   | 16:30 |
| Gwangju                | 1 - 1 | FC Seúl                 | Estadio de fútbol de Gwangju     | 19 de junio | 16:30 |
| Ulsan Hyundai          | 2 - 2 | Seongnam                | Estadio de fútbol de Ulsan Munsu | 20 de junio | 16:00 |

| Suwon FC                | 2 - 1 | Gwangju                | Estadio de Suwon              | 11 de mayo | 19:30 |
| Incheon United          | 1 - 1 | Pohang Steelers        | Estadio de fútbol de Incheon  | 11 de mayo | 19:30 |
| Suwon Samsung Bluewings | 3 - 2 | Jeju United            | Estadio Mundialista de Suwon  | 12 de mayo | 19:00 |
| Gangwon                 | 2 - 2 | Ulsan Hyundai          | Chuncheon Song-am Sports Park | 12 de mayo | 19:30 |
| Seongnam                | 1 - 5 | Jeonbuk Hyundai Motors | Estadio Tancheon              | 6 de junio | 16:00 |
| Daegu                   | 1 - 1 | FC Seúl                | DGB Daegu Bank Park           | 6 de junio | 16:30 |

| Gangwon         | 0 - 0 | Suwon FC                | Chuncheon Song-am Sports park    | 15 de mayo      | 16:30 |
| Incheon United  | 2 - 1 | Gwangju                 | Estadio de fútbol de Incheon     | 15 de mayo      | 19:00 |
| Jeju United     | 1 - 2 | Daegu                   | Estadio Mundialista de Jeju      | 16 de mayo      | 14:00 |
| Ulsan Hyundai   | 1 - 1 | Suwon Samsung Bluewings | Estadio de fútbol de Ulsan Munsu | 16 de mayo      | 16:30 |
| Pohang Steelers | 1 - 0 | Seongnam                | Pohang Steel Yard                | 4 de agosto     | 19:30 |
| FC Seúl         | 3 - 4 | Jeonbuk Hyundai Motors  | Estadio Mundialista de Seúl      | 5 de septiembre | 19:00 |

| Suwon FC                | 3 - 4 | Pohang Steelers | Estadio de Suwon              | 18 de mayo  | 19:30 |
| Gwangju                 | 0 - 0 | Jeju United     | Estadio de fútbol de Gwangju  | 19 de mayo  | 16:30 |
| Jeonbuk Hyundai Motors  | 2 - 4 | Ulsan Hyundai   | Estadio Mundialista de Jeonju | 19 de mayo  | 19:00 |
| Suwon Samsung Bluewings | 1 - 1 | Daegu           | Estadio Mundialista de Suwon  | 19 de mayo  | 19:00 |
| Seongnam                | 1 - 2 | Gangwon         | Estadio Tancheon              | 26 de junio | 16:00 |
| FC Seúl                 | 0 - 1 | Incheon United  | Estadio Mundialista de Seúl   | 14 de julio | 19:30 |

| Suwon FC      | 2 - 2 | Incheon United          | Estadio de Suwon                 | 21 de mayo | 19:30 |
| Jeju United   | 2 - 2 | Seongnam                | Estadio Mundialista de Jeju      | 22 de mayo | 14:00 |
| Ulsan Hyundai | 1 - 0 | Pohang Steelers         | Estadio de fútbol de Ulsan Munsu | 22 de mayo | 14:40 |
| Gwangju       | 3 - 4 | Suwon Samsung Bluewings | Estadio de fútbol de Gwangju     | 23 de mayo | 16:30 |
| Daegu         | 1 - 0 | Jeonbuk Hyundai Motors  | DGB Daegu Bank Park              | 23 de mayo | 19:00 |
| Gangwon       | 0 - 0 | FC Seúl                 | Chuncheon Song-am Sports Park    | 23 de mayo | 19:00 |

| Incheon United  | 1 - 1 | Jeonbuk Hyundai Motors  | Estadio de fútbol de Incheon | 29 de mayo | 14:00 |
| Jeju United     | 1 - 2 | Ulsan Hyundai           | Estadio Mundialista de Jeju  | 29 de mayo | 16:30 |
| Seongnam        | 2 - 3 | Suwon FC                | Estadio Tancheon             | 29 de mayo | 19:00 |
| FC Seúl         | 0 - 3 | Suwon Samsung Bluewings | Estadio Mundialista de Seúl  | 29 de mayo | 19:00 |
| Daegu           | 1 - 0 | Gangwon                 | DGB Daegu Bank Park          | 30 de mayo | 16:30 |
| Pohang Steelers | 1 - 0 | Gwangju                 | Pohang Steel Yard            | 30 de mayo | 19:00 |

| Suwon Samsung Bluewings | 1 - 2 | Suwon FC | Estadio Mundialista de Suwon     | 20 de julio     | 19:30 |
| Gwangju                 | 3 - 1 | Gangwon  | Estadio de fútbol de Gwangju     | 21 de julio     | 20:00 |
| Ulsan Hyundai           | 2 - 1 | Daegu    | Estadio de fútbol de Ulsan Munsu | 4 de agosto     | 19:30 |
| Incheon                 | 1 - 0 | Seongnam | Estadio de fútbol de Incheon     | 18 de agosto    | 19:00 |
| FC Seúl                 | 0 - 1 | Jeju     | Estadio Mundialista de Seúl      | 18 de agosto    | 19:30 |
| Jeonbuk Hyundai         | 0 - 1 | Pohang   | Estadio Mundialista de Jeonju    | 1 de septiembre | 19:00 |

| Suwon Samsung Bluewings | 1 - 2 | Incheon  | Estadio Mundialista de Suwon     | 23 de julio     | 19:30 |
| Pohang                  | 0 - 1 | FC Seúl  | Pohang Steel Yard                | 24 de julio     | 19:00 |
| Ulsan Hyundai           | 2 - 5 | Suwon FC | Estadio de fútbol de Ulsan Munsu | 25 de julio     | 19:00 |
| Gangwon                 | 2 - 2 | Jeju     | Chuncheon Song-am Sports Town    | 25 de julio     | 20:00 |
| Jeonbuk Hyundai         | 3 - 0 | Gwangju  | Estadio Mundialista de Jeonju    | 11 de agosto    | 19:00 |
| Seongnam                | 0 - 0 | Daegu    | Estadio Tancheon                 | 4 de septiembre | 19:00 |

| FC Seúl  | 0 - 0 | Ulsan Hyundai           | Estadio Mundialista de Seúl   | 31 de julio | 20:00 |
| Jeju     | 1 - 4 | Incheon                 | Estadio Mundialista de Jeju   | 31 de julio | 20:00 |
| Gangwon  | 3 - 0 | Suwon Samsung Bluewings | Chuncheon Song-am Sports Town | 1 de agosto | 20:00 |
| Daegu    | 1 - 1 | Pohang                  | DGB Daegu Bank Park           | 1 de agosto | 20:00 |
| Gwangju  | 0 - 0 | Seongnam                | Estadio de fútbol de Gwangju  | 1 de agosto | 20:00 |
| Suwon FC | 1 - 0 | Jeonbuk Hyundai         | Estadio de Suwon              | 4 de agosto | 19:30 |

### Tercera vuelta
| Jeonbuk Hyundai | 2 - 1 | Daegu    | DGB Daegu Bank Park                | 7 de agosto | 19:00 |
| Seongnam        | 1 - 0 | Pohang   | Estadio Tancheon                   | 7 de agosto | 20:00 |
| Ulsan Hyundai   | 2 - 1 | Gangwon  | Estadio Mundialista de Ulsan Munsu | 7 de agosto | 20:00 |
| Suwon Samsung   | 0 - 0 | Jeju     | Estadio Mundialista de Suwon       | 7 de agosto | 20:00 |
| FC Séul         | 1 - 0 | Gwangju  | Estadio Mundialista de Séul        | 8 de agosto | 20:00 |
| Incheon         | 0 - 0 | Suwon FC | Estadio de fútbol de Incheon       | 8 de agosto | 20:00 |

| Seongnam | 2 - 1 | Ulsan Hyundai   | Estadio de Tancheon          | 24 de octubre | 15:00 |
| Gangwon  | 1 - 4 | FC Seúl         | Estadio de Gangneung         | 24 de octubre | 15:00 |
| Suwon FC | 1 - 3 | Gwangju         | Estadio Mundialista de Suwon | 24 de octubre | 15:00 |
| Pohang   | 0 - 1 | Incheon         | Pohang Steel Yard            | 24 de octubre | 15:00 |
| Jeju     | 2 - 2 | Jeonbuk Hyundai | Estadio Mundialista de Jeju  | 24 de octubre | 15:00 |
| Daegu    | 0 - 2 | Suwon Samsung   | DGB Daegu Bank Park          | 24 de octubre | 15:00 |

| Gangwon         | 2 - 0 | Daegu         | Estadio de Gangneung          | 14 de agosto | 18:00 |
| Jeju            | 2 - 2 | Ulsan Hyundai | Estadio Mundialista de Jeju   | 14 de agosto | 19:00 |
| Suwon Samsung   | 1 - 2 | Seongnam      | Estadio Mundialista de Suwon  | 14 de agosto | 20:00 |
| Jeonbuk Hyundai | 3 - 2 | FC Seúl       | Estadio Mundialista de Jeonju | 15 de agosto | 18:00 |
| Pohang          | 3 - 1 | Suwon FC      | Pohang Steel Yard             | 15 de agosto | 19:00 |
| Gwangju         | 1 - 0 | Incheon       | Estadio de fútbol de Gwangju  | 15 de agosto | 20:00 |

| Daegu         | 1 - 2 | Gwangju         | DGB Daegu Bank Park                | 20 de agosto | 19:30 |
| Seongnam      | 0 - 0 | Jeonbuk Hyundai | Estadio de Tancheon                | 21 de agosto | 19:00 |
| Suwon FC      | 1 - 0 | Jeju            | Estadio Mundialista de Suwon       | 21 de agosto | 20:00 |
| FC Seúl       | 2 - 2 | Pohang          | Estadio Mundialista de Seúl        | 22 de agosto | 18:00 |
| Ulsan Hyundai | 3 - 1 | Suwon Samsung   | Estadio Mundialista de Ulsan Munsu | 22 de agosto | 19:30 |
| Incheon       | 0 - 1 | Gangwon         | Estadio de fútbol de Incheon       | 6 de octubre | 19:30 |

| Gwangju         | 2 - 0 | Seongnam      | Estadio de fútbol de Gwangju  | 24 de agosto  | 19:00 |
| Jeonbuk Hyundai | 2 - 0 | Pohang        | Estadio Mundialista de Jeonju | 25 de agosto  | 19:00 |
| Incheon         | 2 - 0 | Daegu         | Estadio de fútbol de Incheon  | 25 de agosto  | 19:30 |
| FC Seúl         | 1 - 2 | Ulsan Hyundai | Estadio Mundialista de Seúl   | 25 de agosto  | 19:30 |
| Suwon Samsung   | 0 - 3 | Suwon FC      | Estadio Mundialista de Suwon  | 25 de agosto  | 20:00 |
| Gangwon         | 2 - 2 | Jeju          | Estadio de Gangneung          | 10 de octubre | 14:00 |

| Pohang          | 0 - 0 | Suwon Samsung | Pohang Steel Yard                  | 28 de agosto  | 18:00 |
| Daegu           | 3 - 1 | Seongnam      | DGB Daegu Bank Park                | 28 de agosto  | 19:00 |
| Jeonbuk Hyundai | 2 - 2 | Suwon FC      | Estadio Mundialista de Jeonju      | 28 de agosto  | 19:00 |
| Ulsan Hyundai   | 3 - 2 | Incheon       | Estadio Mundialista de Ulsan Munsu | 29 de agosto  | 18:00 |
| Jeju            | 1 - 0 | FC Seúl       | Estadio Mundialista de Jeju        | 29 de agosto  | 19:00 |
| Gangwon         | 2 - 1 | Gwangju       | Estadio de Gangneung               | 17 de octubre | 14:00 |

| Pohang         | 1 - 2 | Daegu                  | Pohang Steel Yard                  | 10 de septiembre | 19:30 |
| Ulsan Hyundai  | 0 - 0 | Jeonbuk Hyundai Motors | Estadio Mundialista de Ulsan Munsu | 10 de septiembre | 19:30 |
| Incheon United | 1 - 2 | Jeju United            | Estadio de fútbol de Incheon       | 11 de septiembre | 16:30 |
| Suwon Samsung  | 2 - 2 | Gwangju                | Estadio Mundialista de Suwon       | 11 de septiembre | 19:00 |
| Seongnam       | 1 - 1 | FC Seúl                | Estadio de Tancheon                | 12 de septiembre | 16:30 |
| Suwon FC       | 1 - 0 | Gangwon                | Estadio Mundialista de Suwon       | 12 de septiembre | 19:00 |

| Jeonbuk Hyundai | 1 - 0      | Suwon Samsung   | Estadio Mundialista de Jeonju   | 18 de septiembre | 14:20 |
| Gwangju         | 0 - 3w. o. | Jeju United     | Estadio de fútbol de Gwangju    | 18 de septiembre | 16:30 |
| Daegu           | 2 - 1      | Ulsan Hyundai   | DGB Daegu Bank Park             | 18 de septiembre | 19:00 |
| Incheon United  | 0 - 1      | Seongnam        | Estadio de fútbol de Incheon    | 19 de septiembre | 14:00 |
| FC Seúl         | 2 - 1      | Suwon FC        | Estadio Mundialista de Seúl     | 19 de septiembre | 16:30 |
| Gangwon         | 1 - 0      | Pohang Steelers | Estadio de Gangneung, Gangneung | 29 de septiembre | 19:00 |

| Suwon Samsung | 3 - 2 | Gangwon         | Estadio Mundialista de Suwon | 21 de septiembre | 14:00 |
| Gwangju       | 1 - 2 | Jeonbuk Hyundai | Estadio de fútbol de Gwangju | 21 de septiembre | 16:30 |
| Pohang        | 1 - 2 | Ulsan           | Pohang Steel Yard            | 21 de septiembre | 19:00 |
| Jeju          | 0 - 1 | Daegu           | Estadio Mundialista de Jeju  | 22 de septiembre | 14:00 |
| Suwon FC      | 3 - 1 | Seongnam        | Estadio Mundialista de Suwon | 22 de septiembre | 16:30 |
| FC Seúl       | 0 - 0 | Incheon         | Estadio Mundialista de Seúl  | 22 de septiembre | 19:00 |

| Pohang          | 2 - 4 | Jeju     | Pohang Steel Yard                  | 25 de septiembre | 14:00 |
| Ulsan           | 1 - 0 | Gwangju  | Estadio Mundialista de Ulsan Munsu | 25 de septiembre | 16:30 |
| Jeonbuk Hyundai | 2 - 0 | Incheon  | Estadio Mundialista de Jeonju      | 25 de septiembre | 19:00 |
| Daegu           | 0 - 0 | Suwon FC | DGB Daegu Bank Park                | 25 de septiembre | 19:00 |
| Suwon Samsung   | 0 - 2 | FC Seúl  | Estadio Mundialista de Suwon       | 26 de septiembre | 15:00 |
| Seongnam        | 2 - 0 | Gangwon  | Estadio de Tancheon                | 26 de septiembre | 16:30 |

| Gangwon  | 0 - 1 | Jeonbuk Hyundai | Estadio de Gangneung         | 2 de octubre | 14:00 |
| Suwon FC | 0 - 3 | Ulsan Hyundai   | Estadio Mundialista de Suwon | 2 de octubre | 16:30 |
| Incheon  | 0 - 1 | Suwon Samsung   | Estadio de fútbol de Incheon | 2 de octubre | 19:00 |
| Jeju     | 2 - 1 | Seongnam        | Estadio Mundialista de Jeju  | 3 de octubre | 14:00 |
| Gwangju  | 2 - 3 | Pohang          | Estadio de fútbol de Gwangju | 3 de octubre | 16:30 |
| FC Seúl  | 1 - 1 | Daegu           | Estadio Mundialista de Seúl  | 3 de octubre | 19:00 |

### Vuelta final
| Incheon       | 2 - 0 | FC Seúl         | Estadio de fútbol de Incheon | 30 de octubre | 14:00 |
| Suwon Samsung | 0 - 4 | Jeonbuk Hyundai | Mundialista de Suwon         | 30 de octubre | 16:30 |
| Seongnam      | 1 - 0 | Pohang          | Tancheon                     | 30 de octubre | 19:00 |
| Daegu         | 0 - 5 | Jeju            | DGB Daegu Bank Park          | 31 de octubre | 14:00 |
| Ulsan Hyundai | 3 - 2 | Suwon FC        | Mundialista de Ulsan Munsu   | 31 de octubre | 16:30 |
| Gwangju       | 2 - 2 | Gangwon         | Estadio de fútbol de Gwangju | 31 de octubre | 19:00 |

| Pohang          | 4 - 0 | Gangwon       | Pohang Steel Yard            | 3 de noviembre | 19:00 |
| Gwangju         | 3 - 4 | FC Seúl       | Estadio de fútbol de Gwangju | 3 de noviembre | 19:00 |
| Seongnam        | 1 - 1 | Incheon       | Tancheon                     | 3 de noviembre | 19:30 |
| Jeju            | 2 - 0 | Suwon Samsung | Mundialista de Jeju          | 6 de noviembre | 14:00 |
| Suwon FC        | 1 - 2 | Daegu         | Mundialista de Suwon         | 6 de noviembre | 16:30 |
| Jeonbuk Hyundai | 3 - 2 | Ulsan Hyundai | Mundialista de Jeonju        | 6 de noviembre | 19:00 |

| Pohang        | 1 - 2 | Gwangju         | Pohang Steel Yard             | 7 de noviembre  | 14:00 |
| Gangwon       | 1 - 1 | Incheon         | Chuncheon Song-am Sports Town | 7 de noviembre  | 16:30 |
| FC Seúl       | 3 - 0 | Seongnam        | Olímpico de Seúl              | 7 de noviembre  | 19:00 |
| Suwon FC      | 3 - 2 | Jeonbuk Hyundai | Mundialista de Suwon          | 21 de noviembre | 14:00 |
| Ulsan Hyundai | 3 - 1 | Jeju            | Mundialista de Ulsan Munsu    | 21 de noviembre | 16:30 |
| Daegu         | 2 - 1 | Suwon Samsung   | DGB Daegu Bank Park           | 21 de noviembre | 16:30 |

| Jeju          | 1 - 0 | Suwon FC        | Mundialista de Jeju          | 27 de noviembre | 14:00 |
| Seongnam      | 1 - 0 | Gwangju         | Tancheon                     | 27 de noviembre | 16:30 |
| Daegu         | 0 - 2 | Jeonbuk Hyundai | DGB Daegu Bank Park          | 28 de noviembre | 14:00 |
| Suwon Samsung | 0 - 0 | Ulsan Hyundai   | Mundialista de Suwon         | 28 de noviembre | 14:00 |
| Incheon       | 0 - 0 | Pohang          | Estadio de fútbol de Incheon | 28 de noviembre | 16:30 |
| FC Seúl       | 0 - 0 | Gangwon         | Olímpico de Seúl             | 28 de noviembre | 16:30 |

| Pohang          | 1 - 2 | FC Seúl       | Pohang Steel Yard             | 4 de diciembre | 15:00 |
| Gangwon         | 2 - 1 | Seongnam      | Chuncheon Song-am Sports Town | 4 de diciembre | 15:00 |
| Gwangju         | 1 - 1 | Incheon       | Estadio de fútbol de Gwangju  | 4 de diciembre | 15:00 |
| Jeonbuk Hyundai | 2 - 0 | Jeju          | Mundialista de Jeonju         | 5 de diciembre | 15:00 |
| Ulsan Hyundai   | 2 - 0 | Daegu         | Mundialista de Ulsan Munsu    | 5 de diciembre | 15:00 |
| Suwon FC        | 2 - 0 | Suwon Samsung | Mundialista de Suwon          | 5 de diciembre | 15:00 |

## Play-off de descenso
Se enfrentaron el penúltimo de la K League 1 contra el segundo clasificado de la K League 2 en partidos de ida y vuelta. El ganador jugó la próxima temporada en la K League 1 2022.
| Equipo 1             | Agr. | Equipo 2   | Ida | Vuelta |
| -------------------- | ---- | ---------- | --- | ------ |
| Daejeon Hana Citizen | 2–4  | Gangwon FC | 1–0 | 1–4    |

### Daejeon Hana Citizen - Gangwon FC
| Ida; 8 de diciembre | Daejeon Hana Citizen | 1:0 (0:0) | Gangwon FC | Estadio de Hanbat, Daejeon |                          |
| 19:00 (KST)         | Lee Hyeon-sik 51'    | Reporte   |            | Árbitro(s): Ko Hyung-jin   | Árbitro(s): Ko Hyung-jin |

| Uniformes | Uniformes |
| --------- | --------- |
|           |           |

| Vuelta; 12 de diciembre | Gangwon FC                                                                          | 4:1 (3:1) (Global 4:2) | Daejeon Hana Citizen | Estadio de Gangneung, Gangneung |                          |
| 14:00 (KST)             | Lee Ji-sol 26' (a.g.) · Lim Chae-min 28' · Han Kook-young 31' · Hwang Moon-ki 90+3' | Reporte                | Lee Jong-hyeon 17'   | Árbitro(s): Lee Dong-jun        | Árbitro(s): Lee Dong-jun |

| Uniformes | Uniformes |
| --------- | --------- |
|           |           |